# 게리 섄들링
게리 섄들링(Garry Shandling, 1949년 11월 29일 ~ 2016년 3월 24일)은 미국의 배우이자 희극인이다.

## 출연 작품
- 캡틴 아메리카: 윈터 솔져 (2014)
- 아이언맨 2 (2010)
- 헷지 (2006)
- 더 레이트 레이트 쇼 위드 크레이그 퍼거슨 (2005)
- 트러스트 더 맨 (2005)
- 리얼 타임 위드 빌 마허 (2003)
- 런 로니 런 (2002)
- 코미디언 (2002)
- 쥬랜더 (2001)
- 타운 앤 컨트리 (2001)
- 너 어느 별에서 왔니? (2000)
- 헐리벌리 (1998)
- 닥터 두리틀 (1998)
- 더 데일리 쇼 위드 존 스튜어트 (1996)
- 러브 어페어 (1994)
- 샌포드 앤 선 (1972)